# Поповичи (Алтайский край)
Попо́вичи — село в Целинном районе Алтайского края. Входит в состав Степно-Чумышского сельсовета.

## История
Основано в 1786 году. В 1928 году село состояло из 591 хозяйства, основное население — русские. В административном отношении являлось центром Поповичского сельсовета Солтонского района Бийского округа Сибирского края.

## Население
| 1926 | 1997 | 1998 | 1999 | 2000 | 2001 |
| ---- | ---- | ---- | ---- | ---- | ---- |
| 3116 | ↘685 | ↘637 | ↘626 | ↗630 | ↗647 |
| 2002 | 2003 | 2004 | 2005 | 2006 | 2007 |
| ↘580 | ↗586 | ↘581 | ↘493 | →493 | ↗513 |
| 2008 | 2009 | 2010 | 2011 | 2012 | 2013 |
| ↘476 | ↘469 | ↘370 | ↗371 | ↘355 | ↘334 |

### Национальный состав
Согласно результатам переписи 2002 года, в национальной структуре населения русские составляли 97 %.

## Известные уроженцы
- Баклаков, Василий Ильич (1902—1982) — советский военачальник, генерал-майор, Герой Советского Союза.
- Кузнецов, Иван Алексеевич (1921—1946) — советский военнослужащий, сержант. Полный кавалер ордена Славы.